# Epitrohoida
Epitrohoida je krivulja ruleta, ki jo dobimo tako, da sledimo izbrani točki na krožnici s polmerom {\displaystyle r\,}, ki se brez drsenja kotali po krožnici s polmerom {\displaystyle R\,} in {\displaystyle d\,} je razdalja izbrane točke od središča krožnice.  

## Epitrohoida v polarnih koordinatah
V polarnem koordinatnem sistemu je enačba epitrohoide 
{\displaystyle r(\theta )^{2}=(R+r)^{2}-2d(R+r)\cos \left({R \over r}\theta \right)+d^{2},}.

## Epitrohoida v parametrični obliki
V parametrični obliki je enačba epitrohoide
{\displaystyle x(\theta )=(R+r)\cos \theta -d\cos \left({R+r \over r}\theta \right),\,}
{\displaystyle y(\theta )=(R+r)\sin \theta -d\sin \left({R+r \over r}\theta \right).\,}

## Posebni primeri
Med posebnimi primeri epitrohoide je Pascalov polž z {\displaystyle R=r\,} in epicikloida z {\displaystyle d=r\,}.
Tirnice planetov v starem Ptolomejevem sistemu so bile epitrohoide. 